# Nară

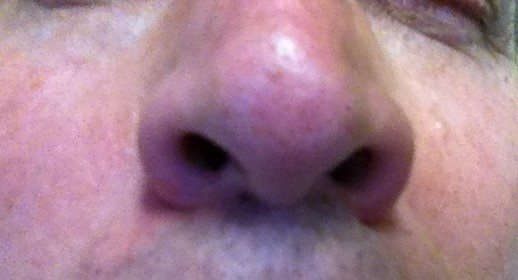
Nările unui bărbat.

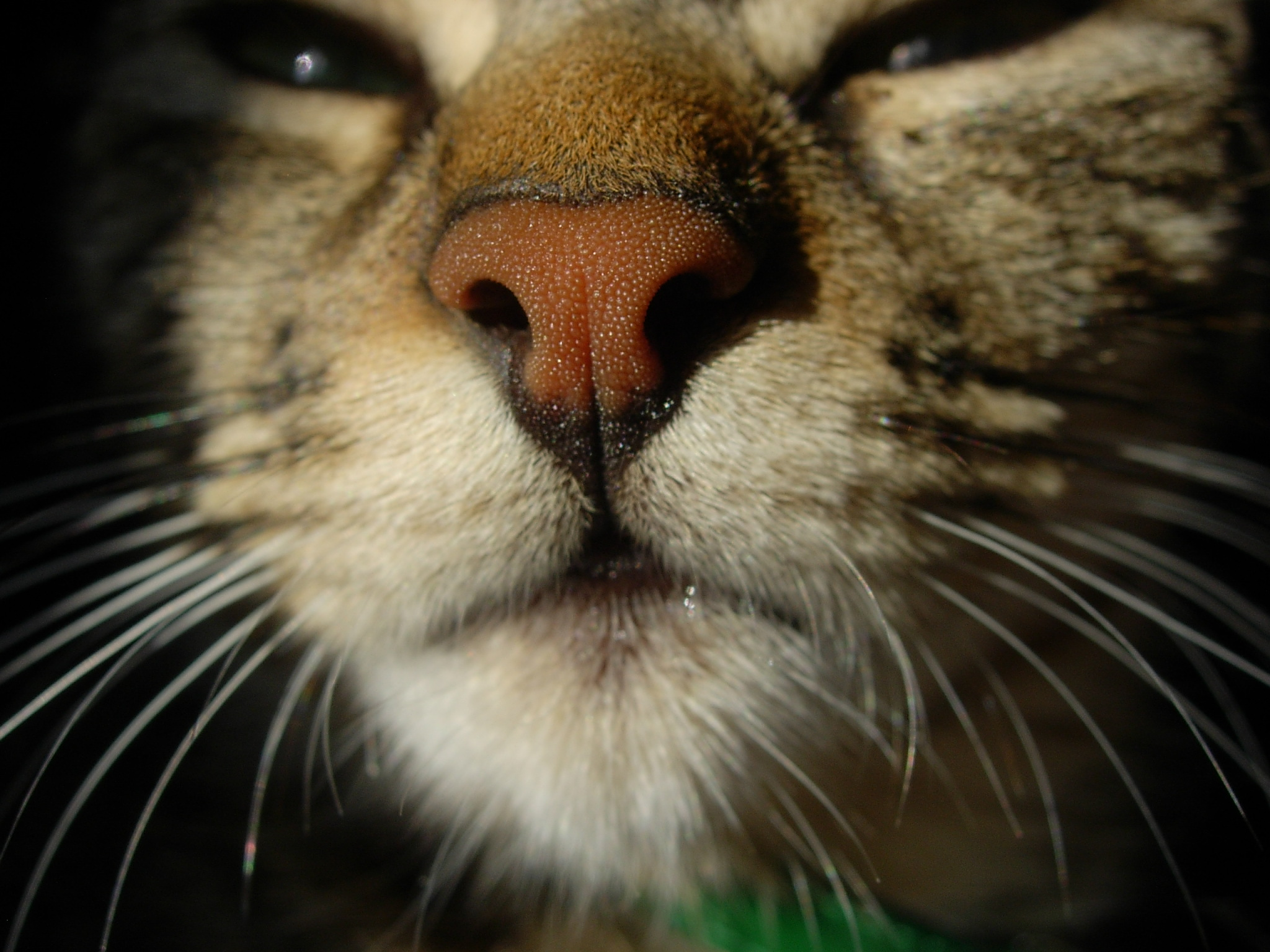
Nările unei pisici.

Se numește nară, în anatomie, fiecare dintre cele două orificii exterioare ale cavității nazale prin care respiră și miros oamenii și unele animale.

## Funcții
- miros;
- filtrare a aerului, datorită unui puf în interiorul și în mucusul secretat de glandele speciale care opresc pătrunderea unor corpuri străine (care pot fi expulzate printr-un strănut reflex);
- ajustarea temperaturii și umidității aerului, la fel cun funcționează un schimbător de căldură și, de asemenea, participă la termoreglarea creierului la om;

Narile apar într-o culoare rece în fotografiile făcute în infraroșu. Tutunul, cofeina și vasoconstrictoarele accentuează răcirea  și reduc alimentarea cu sânge.